# UEFA 유로 2008 개최국 선정
UEFA 유로 2008 개최국 선정 과정은 2002년 12월 12일에 스위스와 오스트리아의 공동 개최로 결정되었으며, 본 문서는 해당 과정을 다룬다.

## 개최국 선정 과정
2002년 6월에 개최국 신청을 마감하기 전까지 다음 7개조의 12개국이 개최 신청을 했다:
- 그리스- 튀르키예 (공동 개최 신청)
- 러시아
- 보스니아 헤르체고비나- 크로아티아 (공동 개최 신청)
- 북구 4개국( 노르웨이- 덴마크- 스웨덴- 핀란드,  "북구 2008"의 명칭으로 공동 개최 신청)
- 스코틀랜드- 아일랜드 (공동 개최 신청)
- 오스트리아- 스위스 (공동 개최 신청)
- 헝가리

유럽 축구 연맹(UEFA)의 집행위원회는 2002년 12월 12일에 열린 회의 중 진행한 기술 평가에 따라 최종 후보를 선정했는데, 4개조가 개최하기 적합한 것으로 판정되었다. 각 국의 평가 순위는 다음과 같다:
1. 오스트리아- 스위스
2. 헝가리
3. 그리스- 튀르키예
4. 북구 4개국( 노르웨이- 덴마크- 스웨덴- 핀란드)

같은 날, 유럽 축구 연맹의 집행위원회 투표 결과, 스위스-오스트리아가 개최국으로 최종 선정되었다.

## 입후보 상세 정보

### 그리스-튀르키예
그리스와 튀르키예는 유로 2008 개최 신청서를 제출하면서 7개 도시의 7개 구장에서 개최할 계획을 세웠다. 튀르키예는 안탈리아의 신구장을 개장하기 위해 €50M의 예산을 잡았고, 이즈미르의 아타튀르크 경기장을 보수하는데 €25M을 책정했다. 그리스는 경기장 건축에 €50M의 예산을 잡았다.
- 아테네 - 스피로스 루이스 올림픽 경기장
- 테살로니키 - 카프탄조글리오 경기장
- 이라클리오 - 팡크리티오 경기장
- 파트라 - 팜펠로포니시아코 경기장
- 이스탄불 - 아타튀르크 올림픽 경기장
- 안탈리아 - 안탈리아 아레나
- 이즈미르 - 이즈미르 아타튀르크 경기장

### 보스니아 헤르체고비나-크로아티아
크로아티아와 보스니아 헤르체고비나의 8개 도시가 유로 2008 개최 신청서를 제출하면서 선정되었다. 크로아티아 축구 행정가 이반 브를레코비치는 경기장을 양국 도합 €50M 들인다면 보수할 수 있을 것으로 예상했는데, 개최 도시들의 연계를 강화하기 위한 예산도 추가로 책정했다.
| 크로아티아                              | 크로아티아                              | 크로아티아                              | 크로아티아                              |
| 자그레브                                | 스플리트                                | 오시예크                                | 리예카                                  |
| --------------------------------------- | --------------------------------------- | --------------------------------------- | --------------------------------------- |
| 막시미르                                | 폴류드                                  | 그라드스키 브르트                       | 칸트리다                                |
| 수용 인원: 60,000명 (45,000명에서 확장) | 수용 인원: 40,000명 (34,374명에서 확장) | 수용 인원: 30,000명 (19,220명에서 확장) | 수용 인원: 30,000명 (12,000명에서 확장) |
|                                         |                                         |                                         |                                         |
| 자그레브스플리트오시예크리예카          | 자그레브스플리트오시예크리예카          | 사라예보모스타르바냐 루카제니차         | 사라예보모스타르바냐 루카제니차         |
| 보스니아 헤르체고비나                   |                                         |                                         |                                         |
| 사라예보                                | 모스타르                                | 바냐 루카                               | 제니차                                  |
| 코셰보 경기장                           | 비옐리 브리예그                         | 시립 경기장                             | 빌리노 폴레                             |
| 수용 인원: 50,000명 (37,500명에서 확장) | 수용 인원: 30,000명 (15,000명에서 확장) | 수용 인원: 30,000명 (15,000명에서 확장) | 수용 인원: 30,000명 (20,000명에서 확장) |
|                                         |                                         |                                         |                                         |

크로아티아
- 자그레브 - 막시미르 (수용 인원 45,000명; 수용 인원 60,000명으로 확장 계획)
- 스플리트 - 폴류드 (수용 인원 34,374명; 수용 인원 40,000명으로 확장 계획)
- 오시예크 - 그라드스키 브르트 (수용 인원 19,220명; 수용 인원 30,000명으로 확장 계획)
- 리예카 - 칸드리다 (수용 인원 12,000명; 수용 인원 30,000명으로 확장 계획)

보스니아 헤르체고비나
- 사라예보 - 코셰보 경기장 (수용 인원 37,500명; 50,000명으로 확장 계획)
- 모스타르 - 비옐리 브리예그 (수용 인원 15,000명; 30,000명으로 확장 계획)
- 바냐루카 - 시립 경기장 (수용 인원 15,000명; 30,000명으로 확장 계획)
- 제니차 - 빌리노 폴레 (수용 인원 20,000명; 30,000명으로 확장 계획)

### 북구 2008
북구 4개국(노르웨이, 덴마크, 스웨덴, 그리고 핀란드)은 "북구 2008"의 명칭으로 공동 개최 신청서를 제출했다. 개최할 8개 구장도 선정했는데, 4개국의 수도가 모두 포함되어 있다: 북구 4개국은 2001년 10월에 개최 신청서를 제출했다.
- 오슬로 – 울레볼 (25,572명 수용)
- 트론헤임 – 레르켄달 (21,116명 수용)
- 쾨벤하운 – 파르켄 (38,065명 수용)
- 쾨벤하운 – 브뢴비 (29,000명 수용)
- 스톡홀름 – 로순다 스타디온 (36,608명 수용)
- 예테보리 – 울레비 (43,000명 수용)
- 헬싱키 – 올림픽 경기장 (40,600명 수용)
- 탐페레 – 라티난 (17,000명 수용)

### 스코틀랜드-아일랜드
2000년 6월, 스코틀랜드 축구 협회는 스코틀랜드-북아일랜드-웨일스-아일랜드 4개국의 공동 개최국 신청 철회를 거절했다. 2000년 7월, 데이비드 테일러는 잉글랜드가 2006년 월드컵 개최를 실패할 경우 개최 신청국이 변경될 수 있음을 시사했다.
2000년 7월 6일, 잉글랜드는 2006년 월드컵 개최 선정 2차 투표에서 탈락했다. 2002년 2월, 스코틀랜드 축구 협회(SFA)와 아일랜드 축구 협회(FAI)는 유로 2008 공동 개최 신청서를 공식적으로 제출했다.
데이비드 테일러 스코틀랜드 축구 협회 이사는 스코틀랜드가 개막전, 조별 리그 3개조, 8강전 3경기, 준결승전 1경기, 그리고 결승전을 주관하고, 아일랜드가 조별 리그 1개조, 8강전 1경기, 준결승전 1경기를 주최하기로 계획했다.
최종 개최 신청서를 제출하면서 스코틀랜드가 준결승전 2경기와 결승전을 모두 개최하는 계획으로 수정했다. 머리필드가 결승전을 개최하고, 햄던 파크와 셀틱 파크가 준결승전을 개최할 예정이었다.
개최를 계획한 8개 구장은 다음과 같다:
- 글래스고 - 햄던 파크 (52,063명 수용)
- 글래스고 - 아이브록스 스타디움 (51,082명 수용)
- 글래스고 - 셀틱 파크 (60,832명 수용)
- 에든버러 - 머리필드 스타디움 (67,200명 수용)

아래 3개 구장 중 2개 구장
- 에든버러 - 이스터 로드 (20,421명 수용, 34,880명으로 확장 계획)
- 애버딘 - 애버딘 신구장 (31,400명 수용)
- 던디 - 던디 신구장 (31,400명 수용)

아래 3개 구장 중 2개 구장
- 더블린 - 크로크 파크 (82,300명 수용)
- 더블린 - 랜스던 로드 (36,000명 수용, 51,700명으로 확장 계획)
- 애버츠타운-캐슬노크 아일랜드 경기장 (80,000명 수용)

유치 성공 시, 애버딘 신구장은 애버딘이 현 피토드리 구장을 대신해 사용할 예정이었고, 던디 신구장도 각각 덴스 파크와 태너디스 파크를 안방으로 사용하는 던디, 던디 유나이티드, 그리고 스코티시 클레이모어 미식축구단의 신구장으로 사용할 예정이었다.
아일랜드 경기장은 아일랜드 국가대표팀과 럭비 유니언 국가대표팀의 안방은 물론, 아일랜드의 게일릭 게임도 개최할 예정이었다.

### 오스트리아-스위스
오스트리아와 스위스는 유로 2008의 공동 개최를 신청했다. 공동 개최국은 유치전에서 다음의 경기장을 선정했다:
- 인스브루크 - 티볼리-노이
- 클라겐푸르트 - 뵈르터제 슈타디온
- 잘츠부르크 - 발스-지첸하임 슈타디온
- 빈 - 에른스트-하펠-슈타디온
- 바젤 - 장크트 야코프-파르크
- 베른 - 방크도르프슈타디온
- 주네브 - 스타드 드 주네브
- 취리히 - 레치그룬트